# Drommedaris (Enkhuizen)
De Drommedaris is de zuidelijke toegangspoort van de stad Enkhuizen. Het is het bekendste gebouw in Enkhuizen.

## Ontstaan
Het gebouw is neergezet als verdedigingswerk bij de ingang van de Oude Haven, en bevond zich oorspronkelijk op de Westfriese Omringdijk; deze liep vanuit het noorden via de Breedstraat verder langs de Zuiderdijk. Het stuk dijk vlak bij de Drommedaris is later afgegraven voor de aanleg van de Buitenhaven. De geschutskelder en de ruimte op de begane grond dateren uit 1540 en waren het oorspronkelijke bouwwerk. De beide ruimtes bevatten kanonsgaten langs de wanden in nissen waar kanonnen stonden die de havens konden bestrijken. De bovenste ruimte heeft een ribgewelf. Boven het gebouw op het dak stond een bouwsel met daarin gevangeniscellen die nog steeds op de eerste etage in het huidige gebouw zijn terug te vinden. Boven de poort is een cel voor ter dood veroordeelden waar in het eikenhouten beschot jaartallen en soms gedichten zijn gekerfd. Buiten boven de ingang van deze poort was in witte steen het wapen van de Keizer uitgehouwen met eronder de tekst: "Salig is de Stad en hoog gepresen, die peist om oorlog in tijdt van vrede." In een houten klokkenstoel op het dak hing een luidklokje om het sluiten van de poort aan te kondigen.

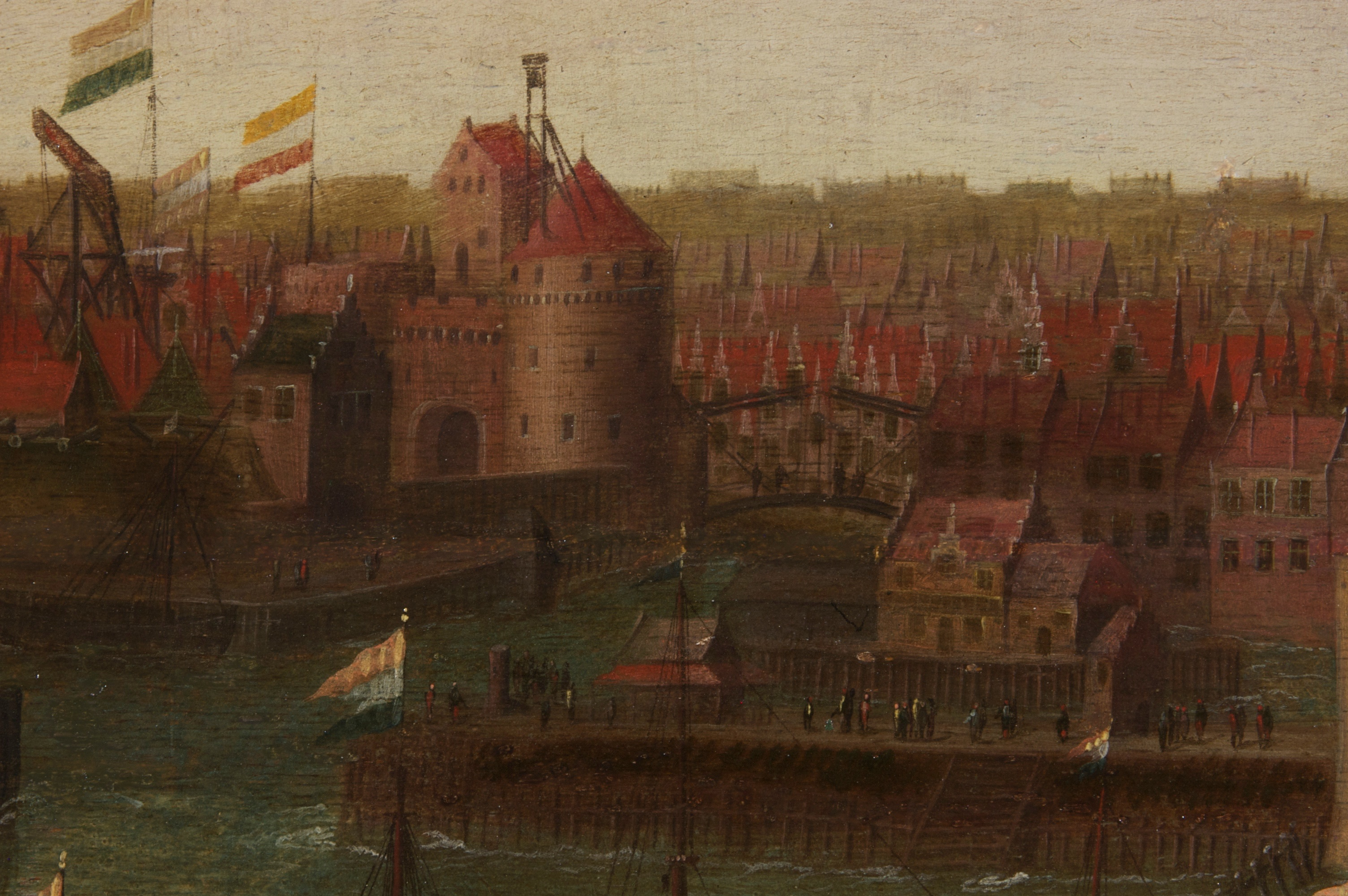
De Zuiderpoort of Ketenpoort op schilderij "De Vlootschouw bij Enkhuizen" uit 1614 voor de verhoging van de Zuiderpoort; later de Drommedaris. Foto gemaakt tijdens restauratie door Ronald de Jager; Schilderij eigendom Gemeente Enkhuizen

De oude naam van het gebouw is Zuiderpoort of Ketenpoort en later ook Wilgenburg (voor het bolwerk waar de toren bij hoorde). De benaming Ketenpoort verwijst naar de zoutketen ten zuiden van de stad langs de Zuiderdijk, die via deze poort konden worden bereikt. Hier werd zeewater verdampt om het zout te verkrijgen waar haring mee werd geconserveerd. In de 19e eeuw wordt de naam Drommedaris of Domburg gebruikt.

## Verhoging
Na de Tachtigjarige Oorlog werd het gebouw verhoogd tot de vorm die we nu kennen. Deze bouw duurde van 1649-1657. In de loop der eeuwen was het gebouw in gebruik als opslag van buskruit, gevangenis, wachtkazerne, accijnskantoor, spinnerij/weverij, als telegraafkantoor (onder de poort) en ook de eerste tentoonstelling van het Zuiderzeemuseum vond plaats in het gebouw in de zomer van 1949.
Aan het einde van de Tweede Wereldoorlog werd bij een bombardement op de naastgelegen scheepswerf het gebouw ernstig beschadigd. Vooral de poort aan de stadszijde zat vol granaatinslagen. Zie afbeelding in fotogalerij.
Omstreeks 1960 kwam er een studentencentrum in de Drommedaris met op de begane grond een bar. Er werd in de gevangeniscellen en op de zolder geslapen door de studenten, onder wie ook Prinses Beatrix. Later kwam er op de eerste verdieping een café-restaurant en werd de ruimte beneden, net als de tweede etage, een kleine gehoorzaal voor allerlei activiteiten zoals concerten, toneelvoorstellingen en expositieruimte van kunstobjecten. Tegenwoordig is het gebouw alleen in gebruik als cultureel centrum.
Restauraties aan het gebouw zijn verricht in 1914-1915, 1956-1968, 1963 en 1973. In 2012/13/14/15 is het gebouw en de toren met carillon opnieuw gerestaureerd. In het voorjaar van 2015 werd het gebouw weer in gebruik genomen. Sinds een restauratie in de vorige eeuw staat op de wijzerplaten het cijfer vier per abuis als IV weergegeven; eerder is op oude foto's te zien dat dit IIII was, zoals gebruikelijker is bij wijzerplaten met Romeinse cijfers. Zie wijzerplaat met jaartal 1869 in de Galerij.

## Het carillon
In de jaren 1649-1657 werd het gebouw met twee etages verhoogd en kreeg het rondeel een spits dak met een open koepeltoren, waarin zich vandaag de dag een carillon van 44 klokken bevindt van diverse klokkengieters: Geert van Wou uit Kampen, Pieter Hemony uit zijn Amsterdamse tijd, A.H. van Bergen uit Heiligerlee en van Eijsbouts uit Asten. De klokkenreeks is gestemd in middentoonstemming. Dit deed Pieter Hemony op basis Es2 (±160 kg).

### Geschiedenis van het carillon
Oorspronkelijk hing in het torentje sinds 1659 een kleine voorslag van ± 10 klokken die gegoten was door een Kamper klokgieter Geert van Wou (mogelijk een neef met dezelfde naam). Deze had hij omstreeks 1524 gegoten voor de Zuider- of St. Pancrastoren. De klokken werden daar weer verwijderd met de komst van de Hemonyklokken in 1649. Samen met de speeltrommel en wat verder nog aan onderdelen voorhanden was werden deze klokken bewaard, mogelijk met het doel ze in de toren van de verhoogde Ketenpoort te hangen. Een van de grootste klokken had men in het klokhuis bij de Westerkerk gehangen en deze werd vandaar ook naar de Drommedaris verhuisd omdat deze stemde (accordeerde) met de overige klokken. Dit alles beschrijft Gerard Brandt, de geschiedschrijver van Enkhuizen. Peter Bakker beschrijft in het artikel in Steevast ook dat het carillon hoofdzakelijk ten dienste was van de scheepvaart bij mistig weer. Hij kwam hierbij tot de conclusie dat om die reden het gebouw werd verhoogd. Hierover verder meer in dit artikel.
Klokken van deze van Wou-voorslag bestaan nog steeds, waarvan twee in het huidige carillon en de grootste nog bestaande, die dus ooit luidklok van de Westerkerk was en uurslagklok van de Drommedaris, met als opschrift IHESUS - MARIA - IOHANNES Gherardus de Wou me Fecit anno Domini MCCCCCXXIII. Deze luidklok werd rond 1960 door de gemeente Enkhuizen uitgeleend en hangt tegenwoordig in de Ontmoetingskerk aan de Klopperstraat waar de Gereformeerde Gemeente deze klok regelmatig luidt voor de eredienst. Van de andere voorslag klokken is bekend dat er nog één als luidklok in gebruik is in Duitsland in de Abteikirche St. Josef zu Billerbeck-Gerleve.
Rond 1677 leverde Pieter Hemony voor de Drommedaris een van zijn laatste werkstukken die hij op voorraad had. Dit was bovendien het lichtste spel dat hij ooit gemaakt heeft. Het bestond uit 24 klokken (incl. de 2 Geert van Wou klokken en de uurslagbel), die Pieter Hemony bijstemde om bij het nieuwe klokkenspel te kunnen gebruiken. De grootste Hemonyklok heeft als opschrift: Et Fidium Modulos Et Acuti Carmina Phaebi Vincimus P. Hemony me fec. A. 1675 (Wij (d.w.z. de klokken) overwinnen/klinken luider dan (= vincimus) het gezang van de godsgetrouwen (= fidium modulos) en de verzen (psalmen?) van de doordringend klinkende Phoebus (= carmina acuti Phaebi)) Op de andere klokken staan geen teksten m.u.v. een jaartal, de naam van P. Hemony en de A. voor Amsterdam. Op een van de grotere klokken schrijft hij zijn naam fout. Er staat Peturs in plaats van Petrus. (Halfuur bel) Pieter Hemony stelde het carillon samen uit klokken die in voorraad waren in zijn gieterij want hoewel het spel geleverd werd in 1677 dragen zijn klokken verschillende jaartallen vanaf 1671. Het Hemony-carillon werd door ruil met de overige (wellicht veel zwaardere) Van Wou-klokken verkregen. De metaalprijs was in verhouding met het arbeidsloon erg hoog, vandaar dat er kon worden geruild, zodat de stad niet te veel voor het spel hoefde uit te geven.
Er veranderde in de loop der tijd weinig aan dit Hemony-klokkenspel. Er zijn berichten dat het spel zeer zuiver klonk. In 1816 was het aan een revisie toe; de tand des tijds had toegeslagen, en we lezen in de resoluties van de Burgemeester en gemeenteraad op 15 maart van dat jaar, dat vanwege de slechte financiële staat van de gemeente er een beroep zou moeten worden gedaan op geld uit het paalkistrecht; dit was een belasting die Enkhuizen mocht innen voor de bebakening van de Zuiderzee. Het klokkenspel had immers hoofdzakelijk tot doel de scheepvaart in goede banen te leiden bij mistig weer. Het uurwerk liet de speeltrommel met de klokken immers het hele etmaal acht keer per uur klinken in die tijd.

Rond 1910 werd het carillon voorzien van een pianoklaviertje wat werd bespeeld door de geroemde musicus Reinhart Gerrit Crevecoeur. Het is op de foto te zien.

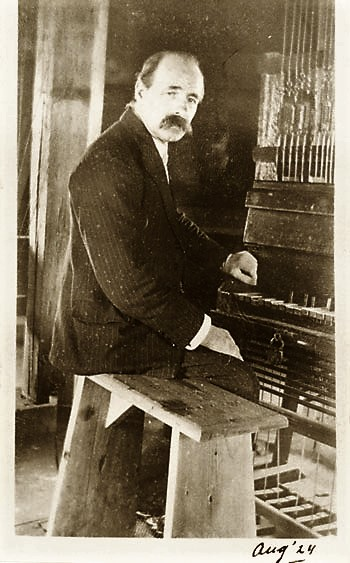
Reinhart Gerrit Crevecoeur aan het pianoklaviertje van het Drommedariscarillon in 1924

In 1951 werd dit klokkenspel door klokkengieter A.H. van Bergen uit Heiligerlee uitgebreid tot drie octaven (36 klokken) en werd de uurslagbel van Geert van Wou verwijderd om ruimte te maken voor het derde octaaf en logischer bedrading. Er werd ook aan de Hemonyklokken gestemd, wat niet optimaal is gebeurd, en in 1982 heeft Eijsbouts geprobeerd dit te verbeteren. Nadat de klokken in 1974 opnieuw waren opgehangen door Petit & Fritsen uit Aarle-Rixtel, is het carillon in 1982 opnieuw gerestaureerd na een inzamelingsactie onder de Enkhuizer bevolking en het bedrijfsleven met als motto "Een ton voor het Carillon". Enkele klokken van Pieter Hemony uit de gemeentelijke museumopslag werden teruggeplaatst na te zijn gerepareerd. De oude uurslagklok van Van Wou kwam bij deze werkzaamheden niet terug vanuit de kerk aan de Klopperstraat. In plaats hiervan kwam er in 1982 een nieuwe uurslagbel van Eijsbouts. en werden de kleine van Bergen klokjes vervangen. Er kwam een bronzen herdenkingsplaat die herinnert aan de restauratie van 1982. Hierop staan de namen van de schenkers van de toen vernieuwde en geadopteerde klokken. De oude overtollige meest kleine klokjes van A.H. van Bergen die niet zuiver van toon waren, werden bij opbod verkocht ten bate van een fonds dat ondergebracht werd bij de Enkhuizer Klokkenspel Vereniging. De grootste klok hiervan, met slagtoon g3 (klaviertoon e3) van ±29 kg, is later door het koor van de eigenaar geschonken aan een de kerk van een lepradorpje Meti Kecil op Saparoea in Indonesië. Wijlen Ds Nico ter Linden van de Westerkerk (Amsterdam) was daar op bezoek in 1991.
Tijdens de restauratie van de Drommedaris tussen 2011 en 2015 werd het hout- en loodwerk van de koepel geheel vernieuwd en werd ook het carillon weer opnieuw geplaatst. Er kwam een nieuw klavier want het klokkenspel werd met 5 klokjes uitgebreid tot 3,5 octaven. Verder werd door de nieuwe, beter geproportioneerde mangaan messing klepels, het geluid van de historische klokken in dit unieke carillon aanzienlijk verbeterd.
De stadsbeiaardier van Enkhuizen bespeelde de klokken elke zaterdag van 4 tot 5 uur. Tegenwoordig speelt hij op donderdag om 12u. Daarnaast vervangt hij tweemaal per jaar de melodieën op de speeltrommel. Tegenwoordig speelt de 17e-eeuwse speeltrommel elk kwartier, waarna op het hele uur en halfuur de slagen volgen op de klokken nadat de Zuidertoren uitgespeeld en geslagen is. Heel uur op de bourdon (zwaarste klok) van het carillon en half een quint hoger. Het is sinds de ingebruikname in 1659 traditie dat dit het hele etmaal gebeurt.

## Luidklokje
Aan de buitenkant hangt boven de oostelijke wijzerplaat het beurtschepen- of veermansklokje uit 1775 gegoten door Jan Verbruggen. Op de rand van deze luidklok staat de Latijnse tekst Labor Vincit Omnia. Jan Verbruggen me fecit Enchusae 1775. (Arbeid/inspanning/inzet overwint alles. Jan Verbruggen maakte mij te Enkhuizen 1775.) Het klokje werd bij de revisie van het carillon in de zeventiger jaren van de 20e eeuw weer luidbaar gemaakt en bij de restauratie van 2014 weer van een kroon voorzien die ooit was afgebroken. De klok luidt met een rechte as boven de klok en heeft daardoor een vliegende-klepelsysteem, in tegenstelling tot de meeste andere luidklokken in de torens van Enkhuizen die met een vallende klepel en een krukas boven de klok worden geluid. Jan Verbruggen was een van de gieters die werkten in de stadsklokkengieterij aan het tegenwoordige Donkerelaantje bij het Emmaplein in Enkhuizen, op de plek waar nu de grafkelders van de begraafplaats zich bevinden. Later heeft hij in Engeland als geschutgieter gewerkt voor de Engelse koning. In de collectie van het Zuiderzeemuseum bevindt zich een klein kanon dat hij voor de VOC kamer Enkhuizen maakte.

## Ophaalbrug
Voor de Drommedaris staat een witte ophaalbrug (rijksmonument) die rond 1900 versmald is. (zie de bruine foto's in de galerij waar de brede brug nog deels op staat) De ophaalbrug geeft de schepen toegang tot de Oude Haven tussen de Paktuinen en de Dijk.

## De ankers
Aan de zijkant van de Drommedaris hangen twee ankers aan de muur (zie de afbeelding in de fotogalerij). Volgens een legende zouden deze zijn buitgemaakt op de Geldersen bij een mislukte aanslag op Enkhuizen in 1537 (tijdens de Gelderse Oorlogen). De Enkhuizers kregen de vijf Gelderse schepen, die 's nachts voor anker lagen, in de gaten en verjoegen hen, waarbij de Geldersen de ankerlijnen moesten kappen. De ankers zijn vervolgens opgevist en als zegetekenen aan de Engelse Toren (ook wel Oost-Indische Toren genoemd) gehangen. Deze toren werd echter in 1829 gesloopt, waarna de ankers samen met de gedenksteen zijn verplaatst naar de Drommedaris.
De bovenste inscriptie op de gedenksteen is een jaardicht (chronogram), en luidt
enChVsaM InsIdIIs taCItIs sVb noCte sILentI obrVere adnIXa est geLrICa perfIdIa
De Romeinse cijfers hierin (waarbij de D niet wordt gebruikt) vormen opgeteld het jaartal van de overval, 1537.
Een vrije vertaling op rijm hiervan is:
De Geldersche ontrouw zocht Enkhuizens strijdb're wallen
Bij nacht met hare list van buiten te overvallen 

## Fotogalerij

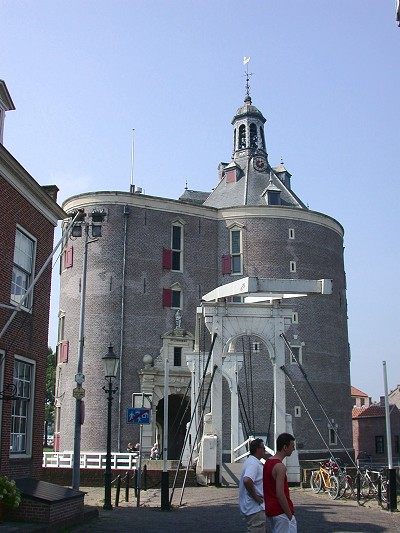
De Drommedaris aan de "stadszijde"
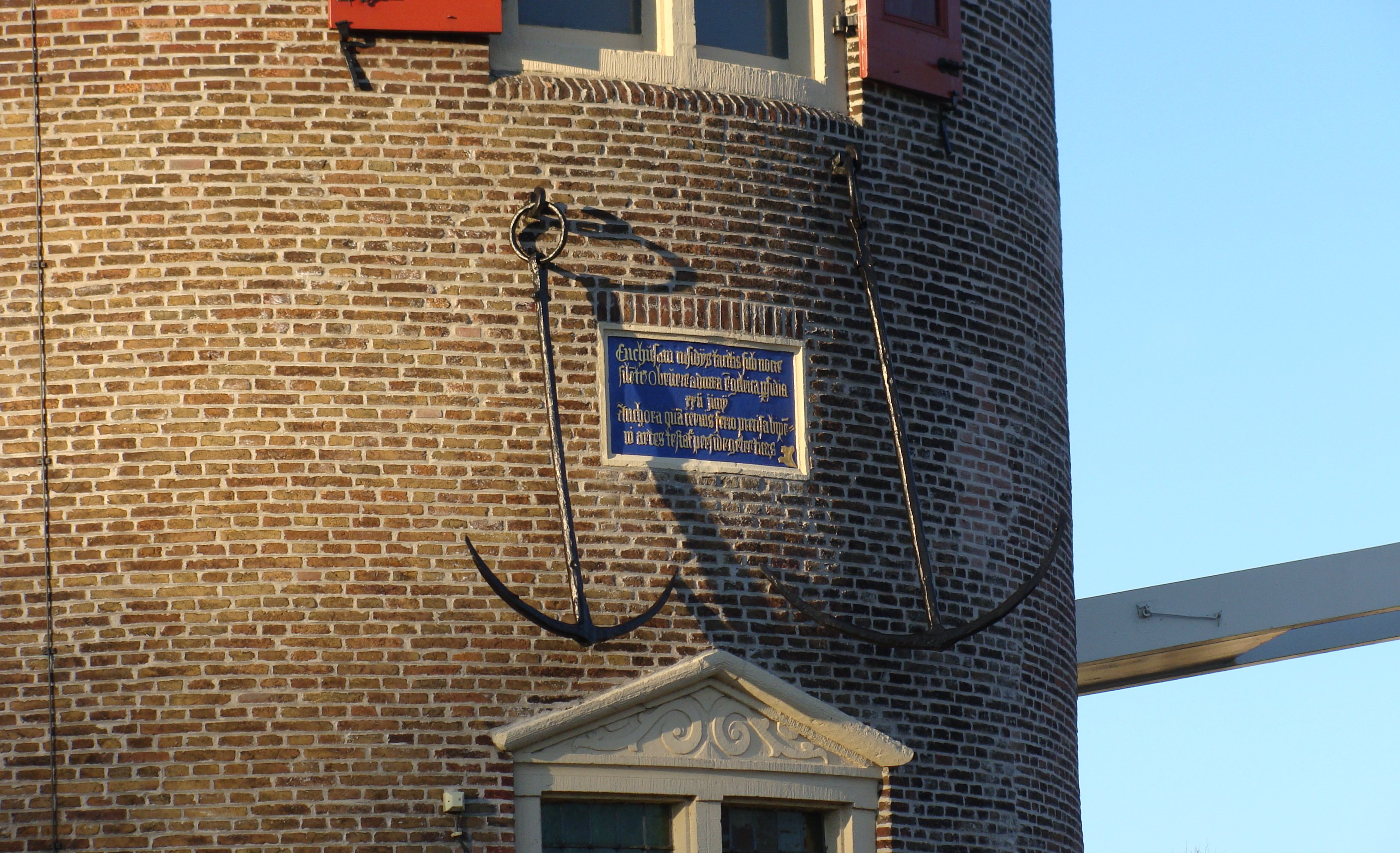
De ankers aan de Drommedaris
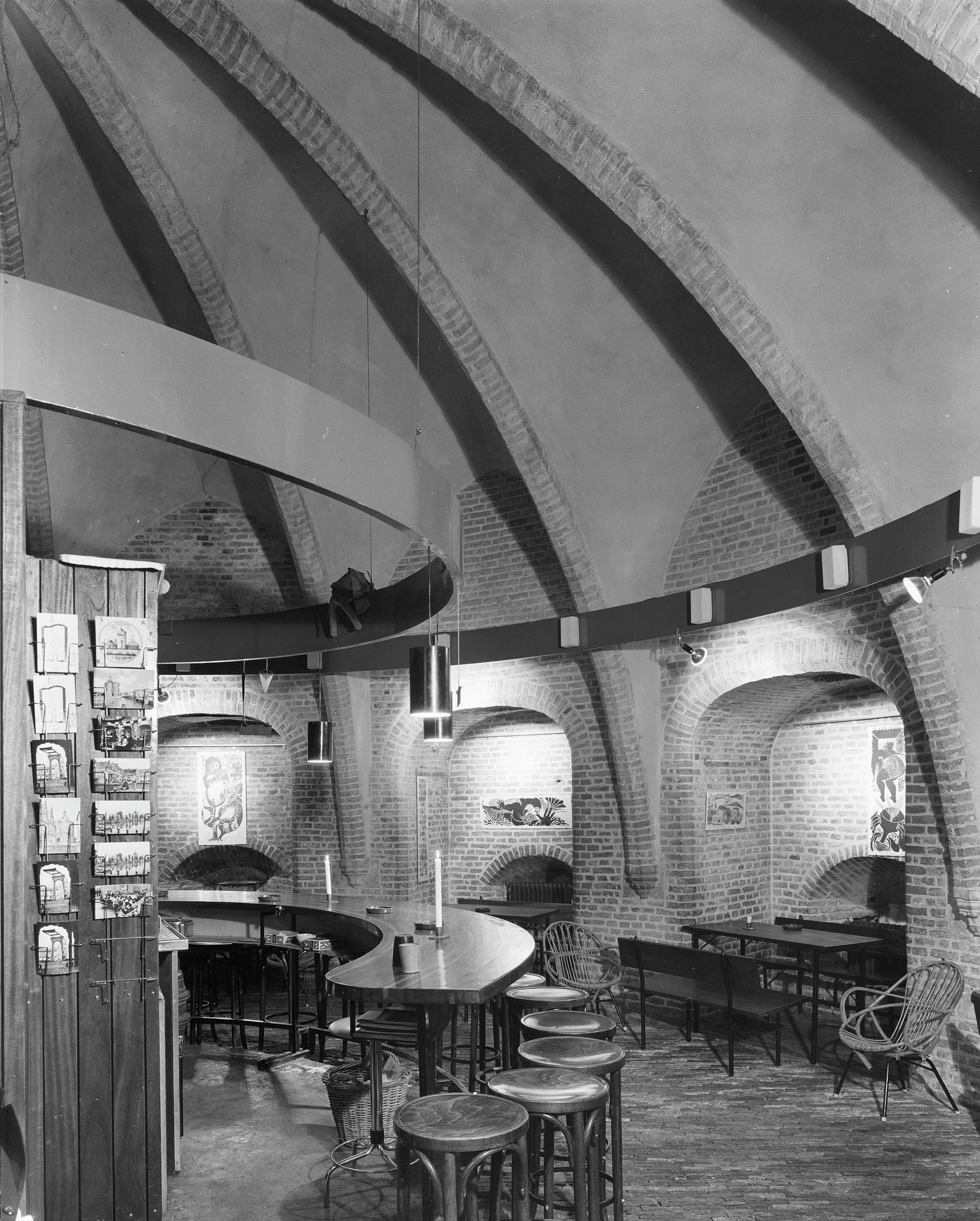
De bar ± 1970 op de begane grond met het ribgewelf en de kanonsgaten. (waar op de foto tafels staan.)
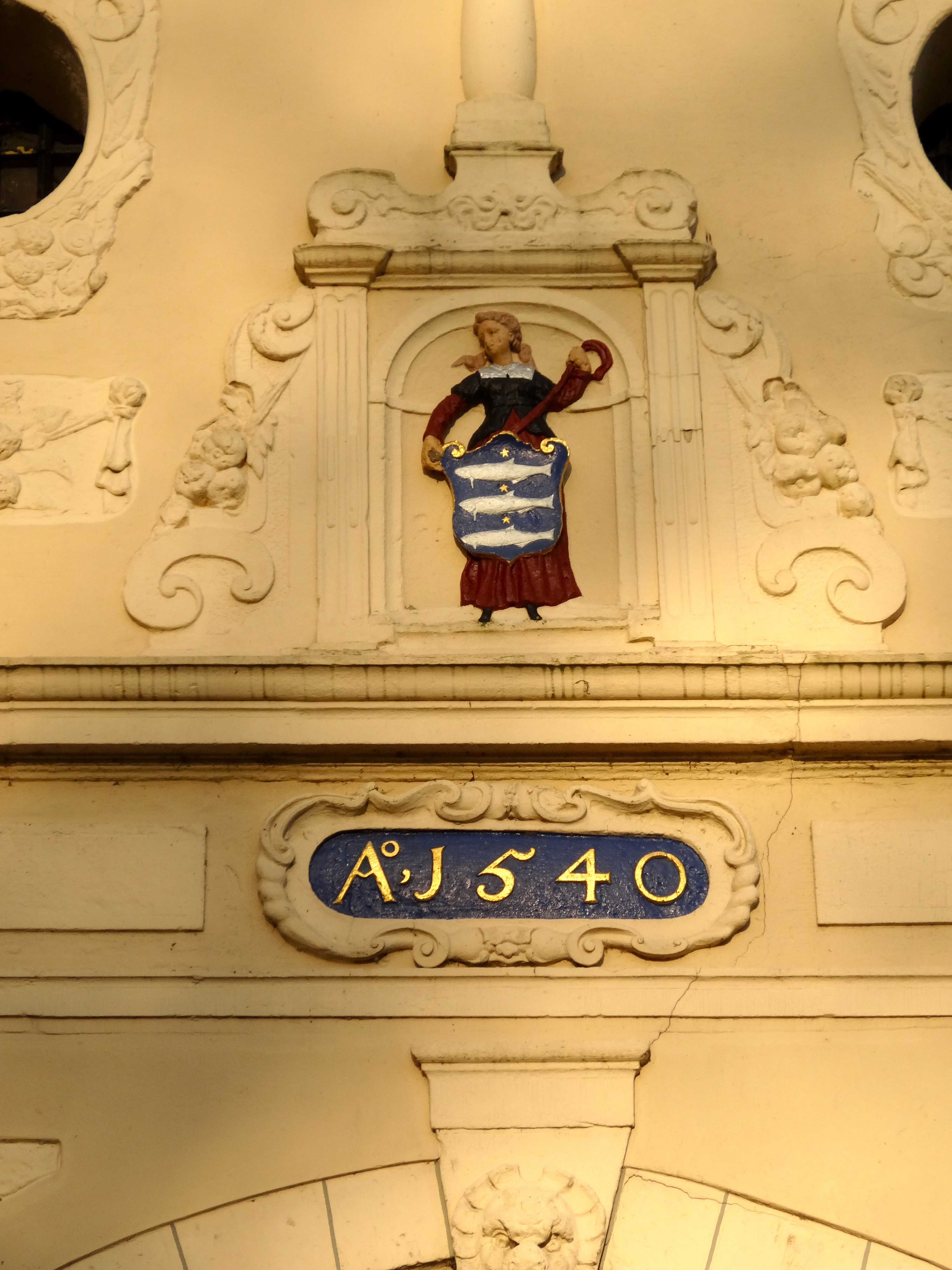
Stedemaagd aan de kant van het landje van Top.
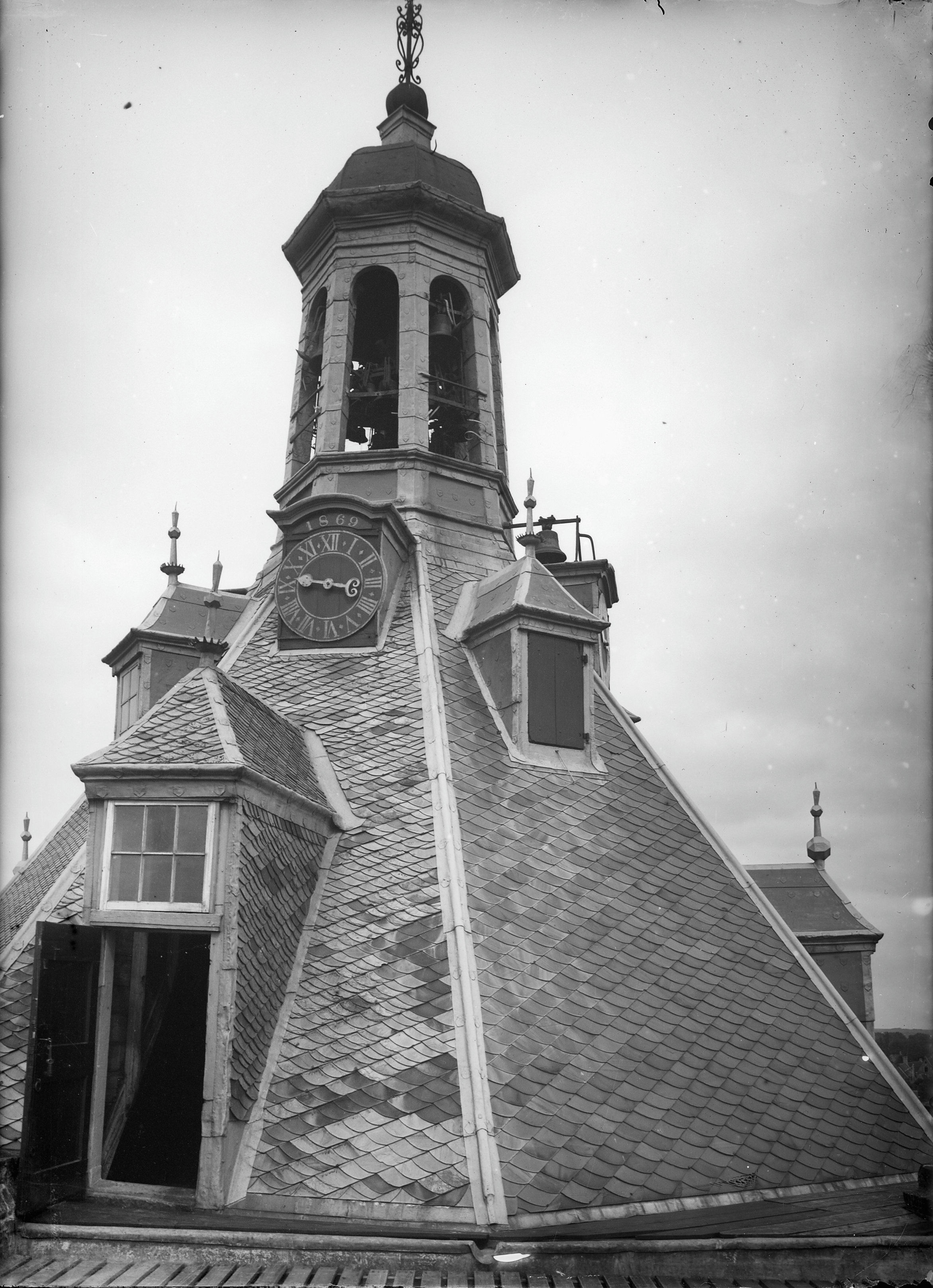
Situatie van de koepel en carillon in 1889
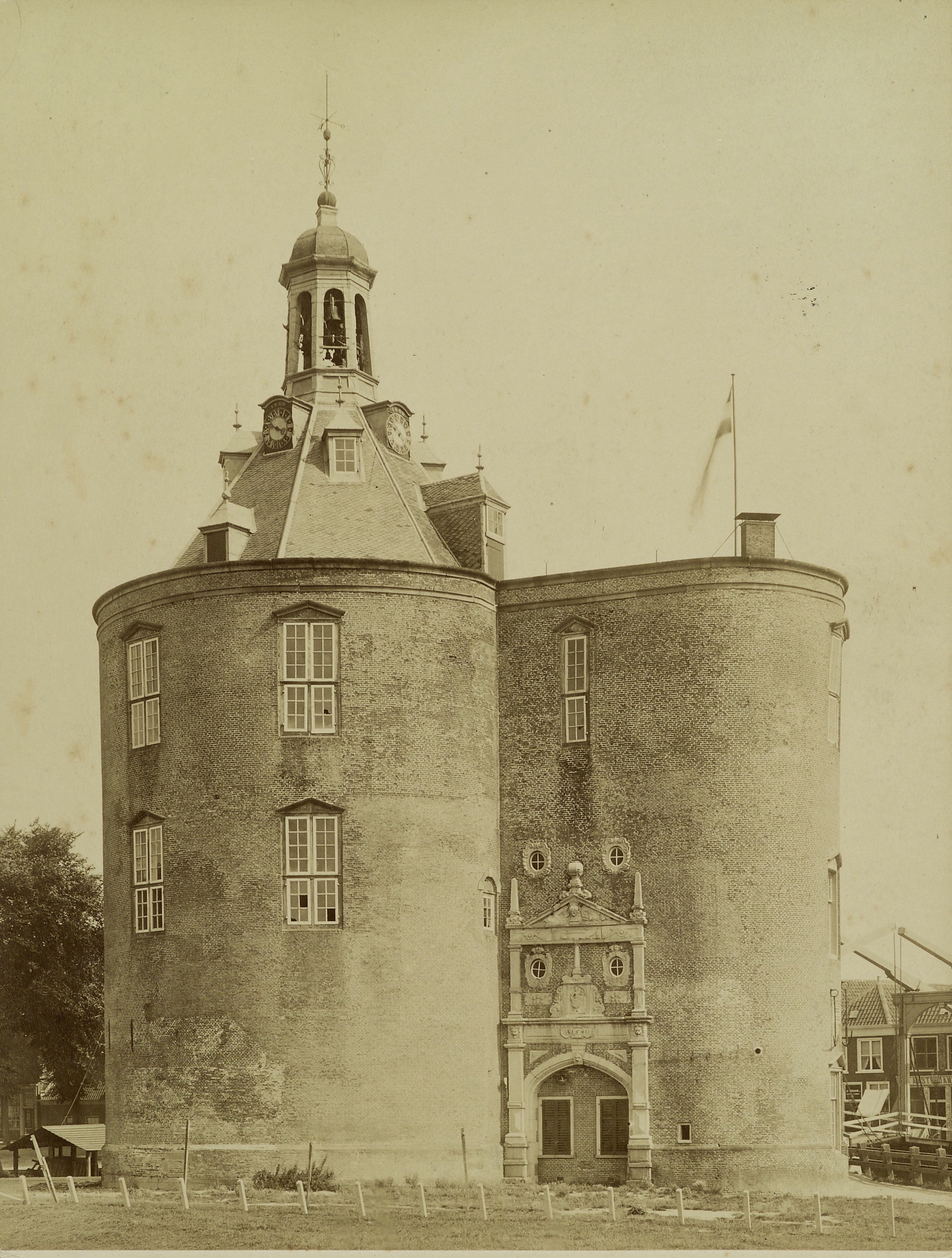
Rond 1900 met telegraafkantoor onder de poort
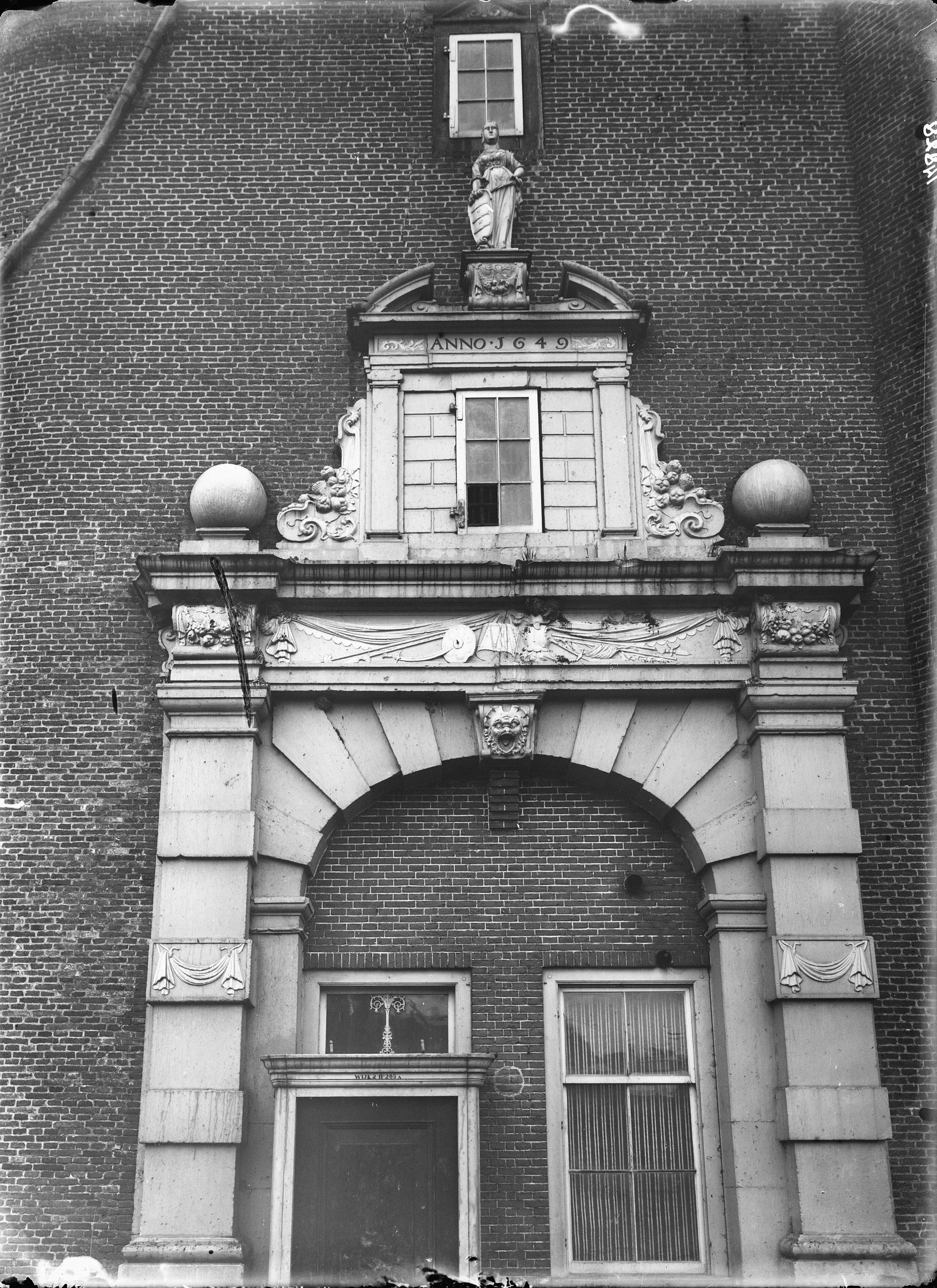
Poort aan de kant van de brug met telegraafkantoor.
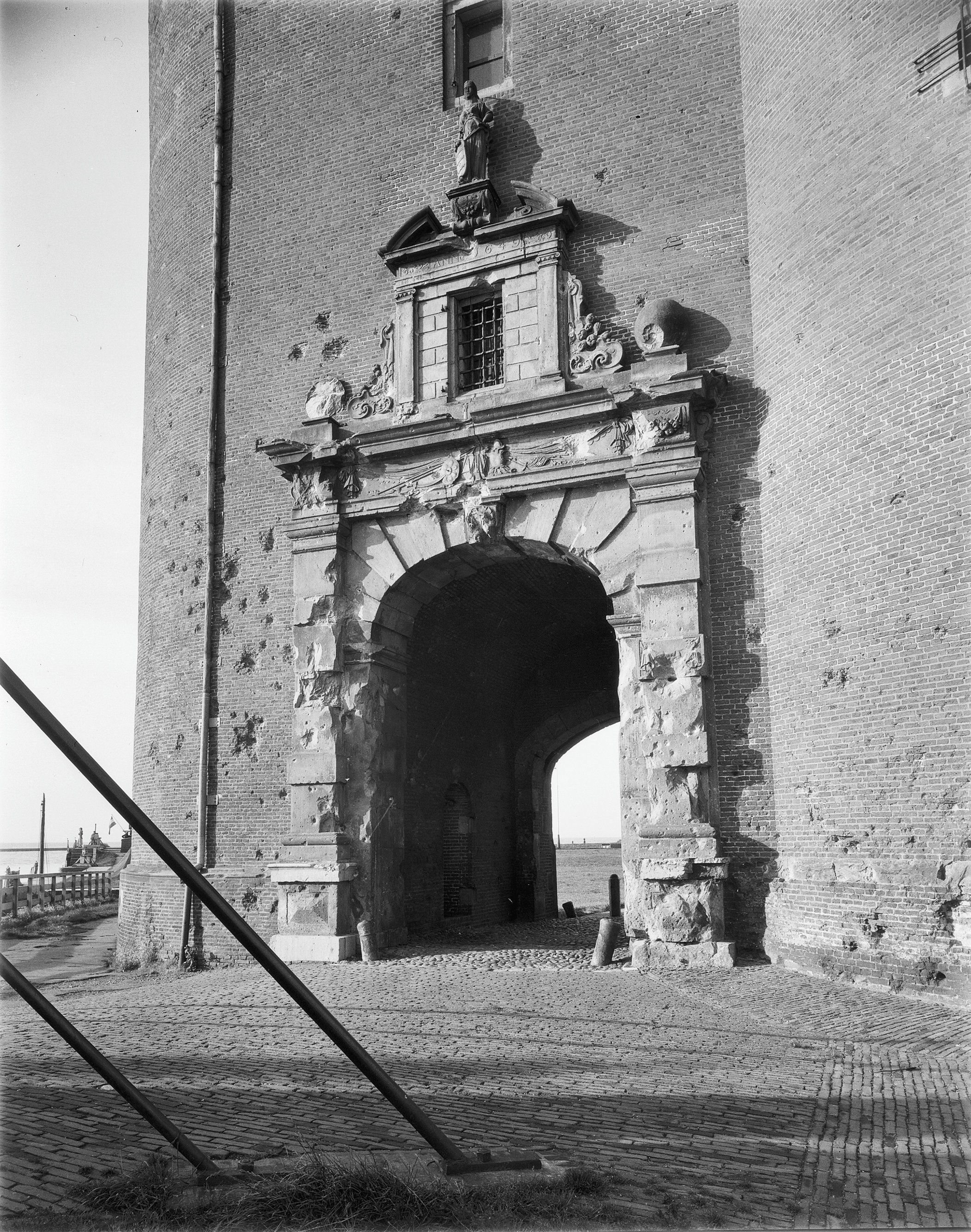
Poort stadszijde na de granaatinslagen.
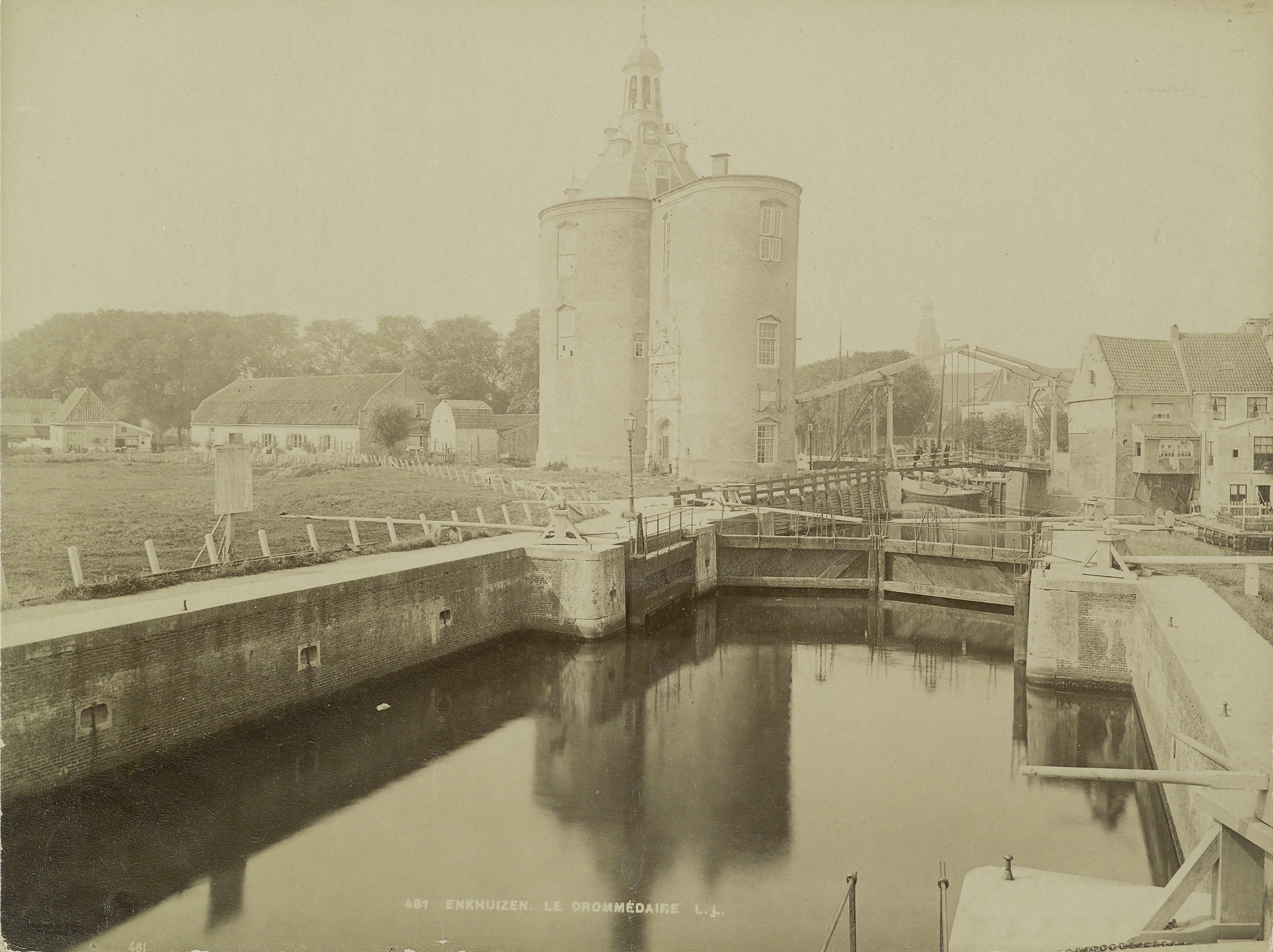
De sluis met links het landje van top en de Drommedaris omstreeks 1870. De brede brug en het huis naast de brug met overhellende overdekte balkons, zijn op deze foto nog aanwezig.
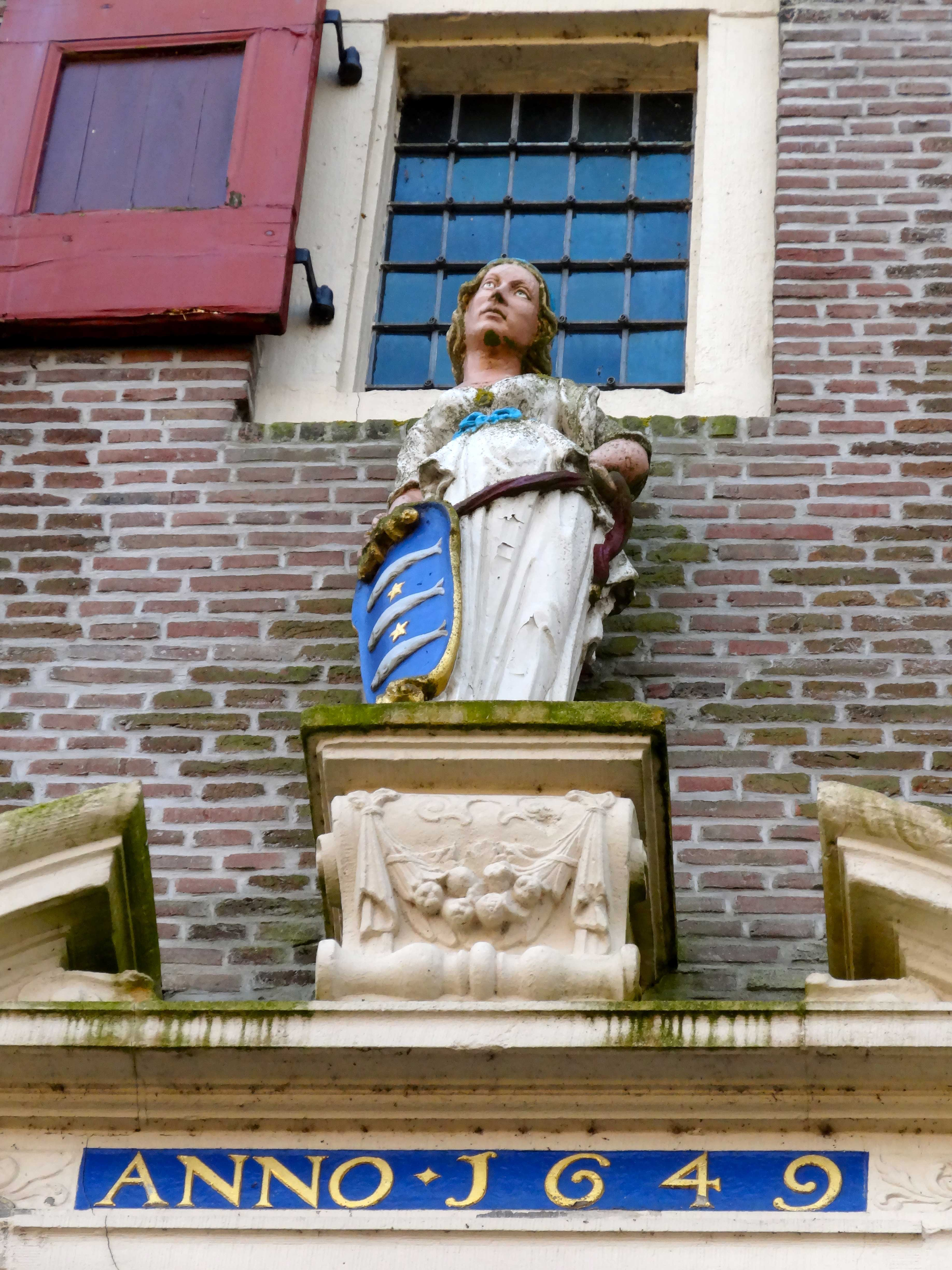
Drommedaris Stedemaagd aan de kant van de brug.
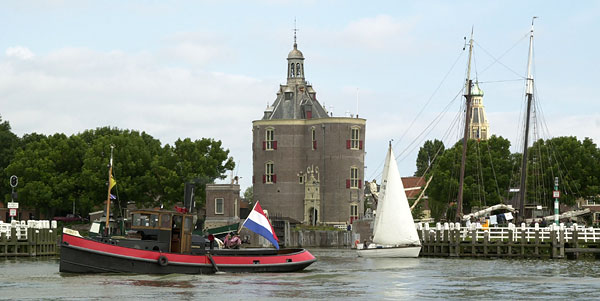
Drommedaris gezien vanaf het Krabbersgat met in de verte de Zuidertoren.
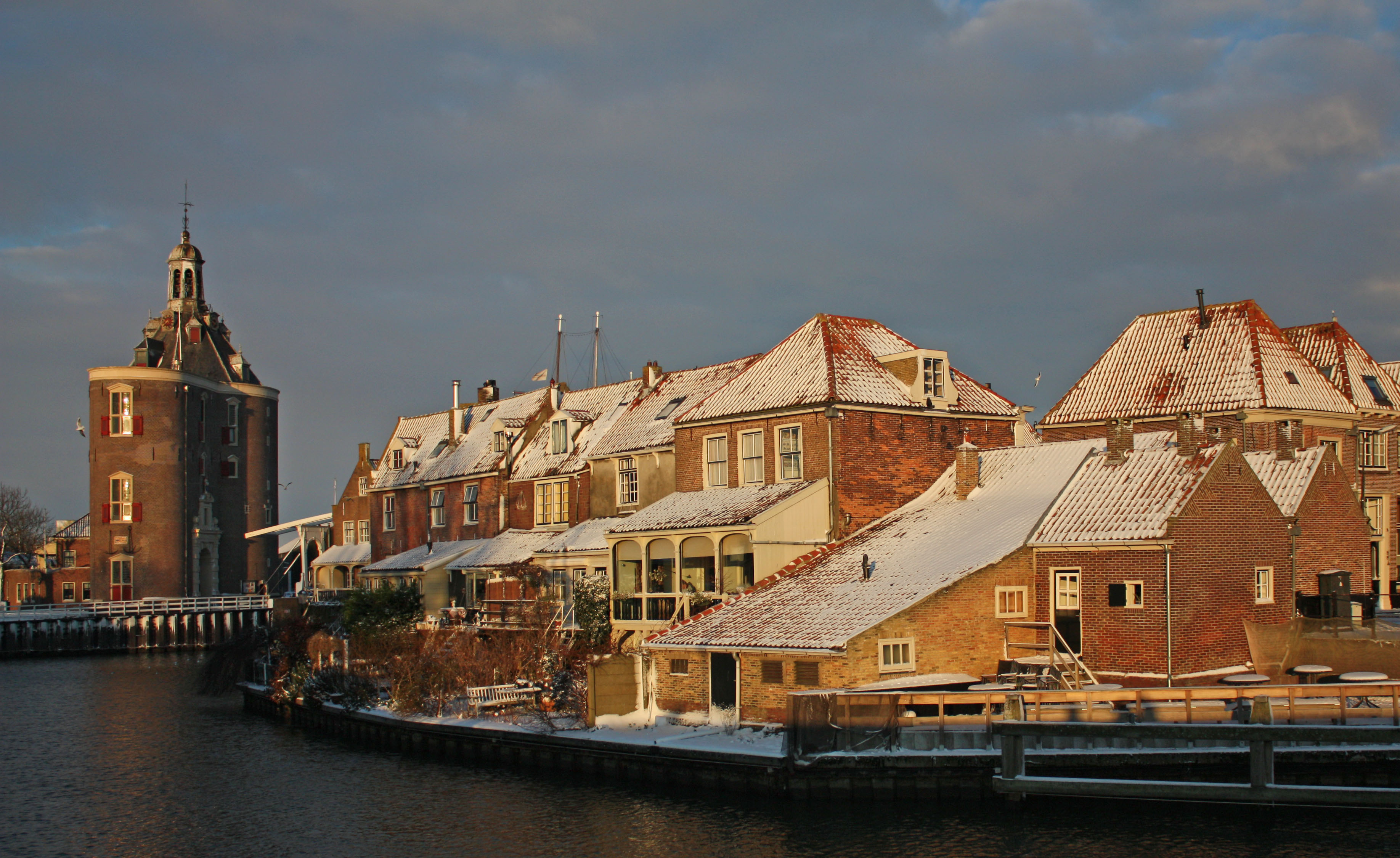
De kolk achter de Bocht met op de achtergrond de Drommedaris in de winter.
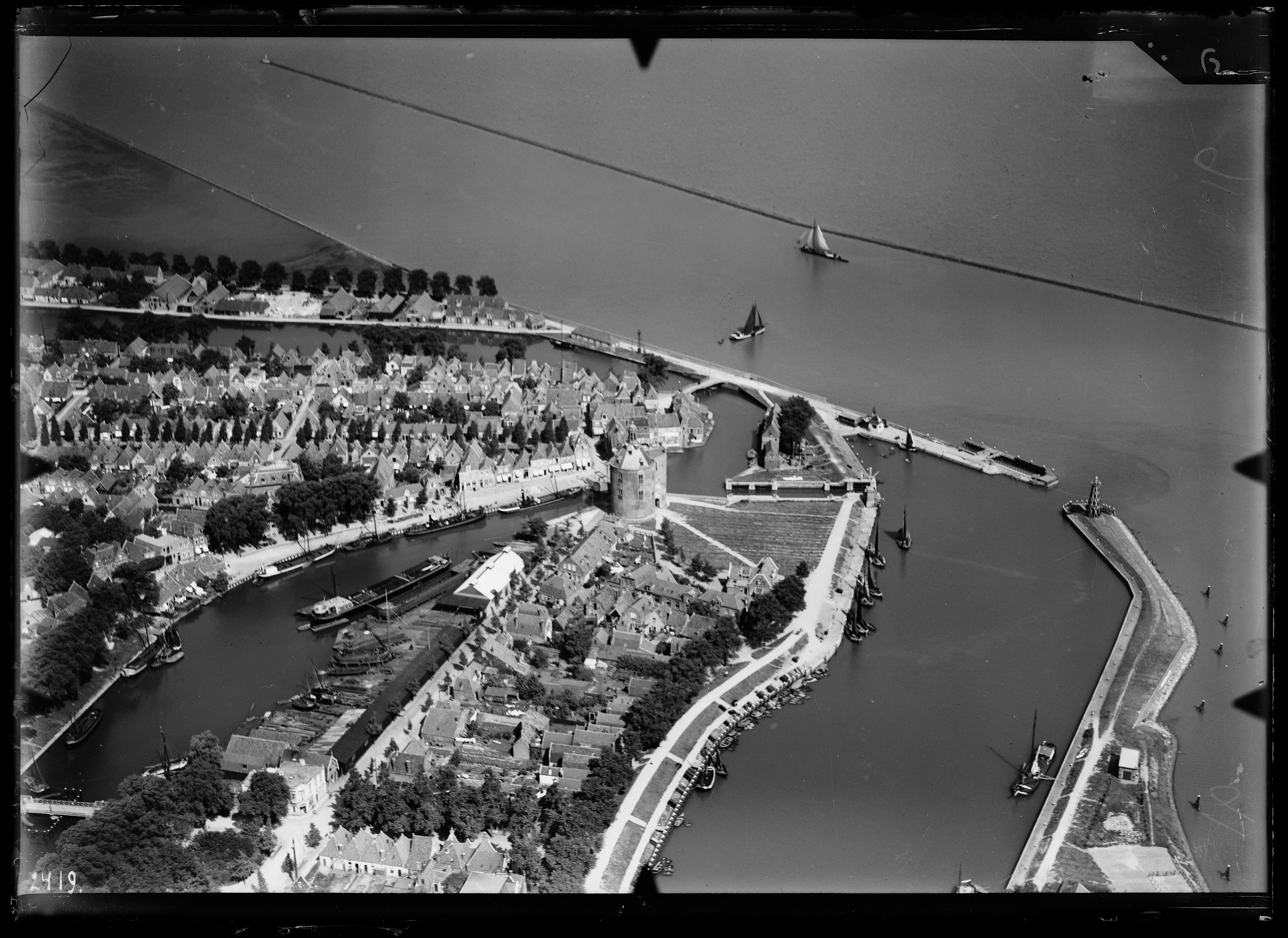
Luchtfoto van de Drommedaris en de Enkhuizer binnenstad (1920-1940), Nederlands Instituut voor Militaire Historie.

## Veel bezongen
Het carillon en de toren werden veel bezongen in het verleden. Zo komen de klokken van de Drommedaris uitgebreid aan bod in het refrein van het 'Henkuzer lied' op melodie van Jan Gorrissen. Ook Astrid Nijgh bezong de Drommedaris in 1979 op haar plaat De Razende Bol in het slotlied 'Welterusten Goeienacht (A Very Cellular Song) De Drommedaris', waarbij de toenmalige stadsbeiaardier Jenke Kaldenberg het carillon bespeelde met een melodie van Wolfgang Amadeus Mozart uit de Zauberflöte. In 1998 bracht Frank Boeijen het album De ballade van de Dromedaris uit waarop hij het nummer "Dromedaris" bezingt, het is een ode aan zijn moeder (geboren in Enkhuizen) en aan de Drommedaris. Een tekening van de Drommedaris hing bij de familie Boeijen, in Nijmegen, in de keuken.